# Ан-Насир Фарадж
Аль-Малик ан-Насир Насир ад-Дин Фарадж ибн Баркук (араб. ناصر الدین فرج‎; 1386–1412) — мамлюкский султан Египта из династии Бурджитов в 1399—1405, 1405—1412 годах. Сын султана Баркука.
Фарадж был рожден греческой невольницей в 1386 году. Он наследовал трон в возрасте 13 лет после внезапной смерти своего отца. При нём в стране развернулась борьба за власть между различными мамлюкскими группировками. Организованный главным эмиром и атабеком (главнокомандующий войсками султаната) Айтамышем и наместником в Сирии эмиром Танамом аль-Хасани заговор был раскрыт, а все наиболее видные его участники, в том числе и вышеупомянутые персонажи, были казнены в мае 1400 г. Справиться с оппозицией Фараджу удалось при помощи османов. Взамен Фарадж уступил султану Баязиду завоёванные им ещё у Баркука города и земли. Воспользовавшись этим, Тамерлан в 1400 г. вторгся в Сирию, захватив такие города как Алеппо, Хомс и Дамаск.
В 1405 г. группа мамлюков возвела на престол одного из своих главарей — Абдул-Азиза, правление которого продолжалось всего несколько месяцев. С 1406 по 1412 г. султан предпринял пять походов в Сирию, целью которых были мамлюки-заговорщики, бежавшие в Дамаск. В самом Каире против Фараджа постоянно плелись заговоры. В 1412 г., взяв с собой халифа аль-Мустаина (1390—1430), Фарадж предпринял неудачный поход в Сирию. Потерпев поражение и был осаждён в Дамаске, а халиф попал в плен к мятежникам. Мятежники провозгласили аль-Мустаина султаном Египта, но тот упорно отказывался от этой сомнительной чести. Вскоре Фараджа схватили и он предстал перед судом эмиров. Суд приговорил его к смерти, но аль-Мустаин помиловал его. Через несколько месяцев правитель Дамаска Шайх отстранил халифа от власти и сам стал султаном, восстановив в стране мир и порядок. После смерти Шайха в 1421 г., султаном был провозглашён его полуторагодовалый сын Ахмад.